# Solmaris flavescens
Solmaris flavescens is een hydroïdpoliep uit de familie Solmarisidae. De poliep komt uit het geslacht Solmaris. Solmaris flavescens werd in 1853 voor het eerst wetenschappelijk beschreven door Kölliker. 